# سن سن
سن سن هي قرية في مقاطعة كاشان، إيران. عدد سكان هذه القرية هو 1,576 في سنة 2006.